# Wilson Matos
Wilson de Matos Silva (Jaguapitã, 9 de setembro de 1947) é professor e um político brasileiro.
É proprietário e reitor da Unicesumar - Centro Universitário Cesumar.
Eleito 1º suplente do Senador Alvaro Dias, para o mandato de 2007-2014, assumiu o mandato entre 3 de abril e julho de 2007 e novamente entre 6 de agosto e 8 de dezembro de 2014.